# Enrique B. Magalona
Enrique B. Magalona ist eine Gemeinde in der Provinz Negros Occidental auf der Insel Negros auf den Philippinen. Sie hat 62.921 Einwohner (Zensus 1. August 2015), die in 23 Barangays leben. Sie gehört zur zweiten Einkommensklasse der Gemeinden auf den Philippinen und wird als partiell urbanisiert beschrieben.
Die Stadt hieß ursprünglich Saravia und war nach dem ersten, von 1856 bis 1858 amtierenden spanischen Militärgouverneur von Negros, Don Emilio Saravia, benannt. Durch ein Gesetz des Repräsentantenhauses (House Bill 511) wurde die Gemeinde auf Initiative des Abgeordneten Armando Gustilo am 19. August 1967 nach dem ehemaligen, 1960 verstorbenen Senator Enrique Magalona in Enrique B. Magalona umbenannt.
Sie liegt ca. 24 km nördlich von Bacolod City. Die Reisezeit beträgt ca. 45 Minuten mit dem Bus, mit dem Auto ca. 35 Minuten.  Ihre nördliche Grenze bildet die Guimaras-Straße, die Negros von der Insel Panay trennt. Victorias City begrenzt die Gemeinde im Osten und Silay City liegt im Westen. Im Osten der Gemeinde erhebt sich der Vulkan Silay.
Die Reisterrassen im Sitio Tabuan, Barangay San Isidro gelten als Gegenstück zu den Reisterrassen von Banaue in den philippinischen Kordilleren. Das Denkmal zum Gedenken an die Schlacht von Guintabuan befindet sich im Sitio Guintabuan. Das 42 Hektar große Mangrovenschutzgebiet Century-old Mangrove liegt beim Sitio Buyog im Bgry. Alicante. Die Dabo Dabo Wasserfälle und das Fledermaus Schutzgebiet liegen im Brgy. Canlusong ca. 35 km vom Ortszentrum entfernt.

## Barangays
| - Alacaygan - Alicante - Poblacion I (Barangay 1) - Poblacion II (Barangay 2) - Poblacion III (Barangay 3) - Batea - Consing - Cudangdang | - Damgo - Gahit - Canlusong - Latasan - Madalag - Manta-angan - Nanca - Pasil | - San Isidro - San Jose - Santo Niño - Tabigue - Tanza - Tuburan - Tomongtong |  |